# TripAdvisor
TripAdvisor je americká internetová stránka věnovaná cestování a turismu. Obsahuje především recenze (hotelů, restaurací, památek atp.) a tipy. Na stránkách je také diskusní fórum cestovatelů. Obsah vytvářejí sami uživatelé. TripAdvisor byl jedním z prvních webů, který princip vytváření obsahu uživateli použil. Stránka byla založena roku 2000, k zakladatelům patřili zejména Stephen Kaufer a Langley Steinert. Společnost TripAdvisor, která stránky provozuje, sídlí v Needhamu v Massachusetts. TripAdvisor o sobě tvrdí, že je největším cestovatelským webem na světě, s 60 miliony registrovanými členy a více než 170 miliony recenzemi.